# Casalabriva
Casalabriva est une commune  située dans la circonscription départementale de la Corse-du-Sud et le territoire de la collectivité de Corse. Elle appartient à l'ancienne piève de Vallinco.

## Géographie
Le village de Casalabriva est traversé par la RN 196.
Il se situe à 2 km de Petreto-Bicchisano à 5,7 km d’Olmeto et à 3 km de Sollacaro.
Tout comme Olivese, elle se caractérise par un habitat groupé. Ses collines sont couvertes de maquis, de chênes verts et de châtaigniers.

## Urbanisme

### Typologie
Au 1er janvier 2024, Casalabriva est catégorisée commune rurale à habitat dispersé, selon la nouvelle grille communale de densité à sept niveaux définie par l'Insee en 2022.
Elle est située hors unité urbaine et hors attraction des villes,.

### Occupation des sols
L'occupation des sols de la commune, telle qu'elle ressort de la base de données européenne d’occupation biophysique des sols Corine Land Cover (CLC), est marquée par l'importance des forêts et milieux semi-naturels (81,4 % en 2018), néanmoins en diminution par rapport à 1990 (85,2 %). La répartition détaillée en 2018 est la suivante : 
forêts (75,6 %), zones agricoles hétérogènes (14,8 %), milieux à végétation arbustive et/ou herbacée (5,4 %), cultures permanentes (3,3 %), prairies (0,6 %), espaces ouverts, sans ou avec peu de végétation (0,4 %). L'évolution de l’occupation des sols de la commune et de ses infrastructures peut être observée sur les différentes représentations cartographiques du territoire : la carte de Cassini (XVIIIe siècle), la carte d'état-major (1820-1866) et les cartes ou photos aériennes de l'IGN pour la période actuelle (1950 à aujourd'hui).

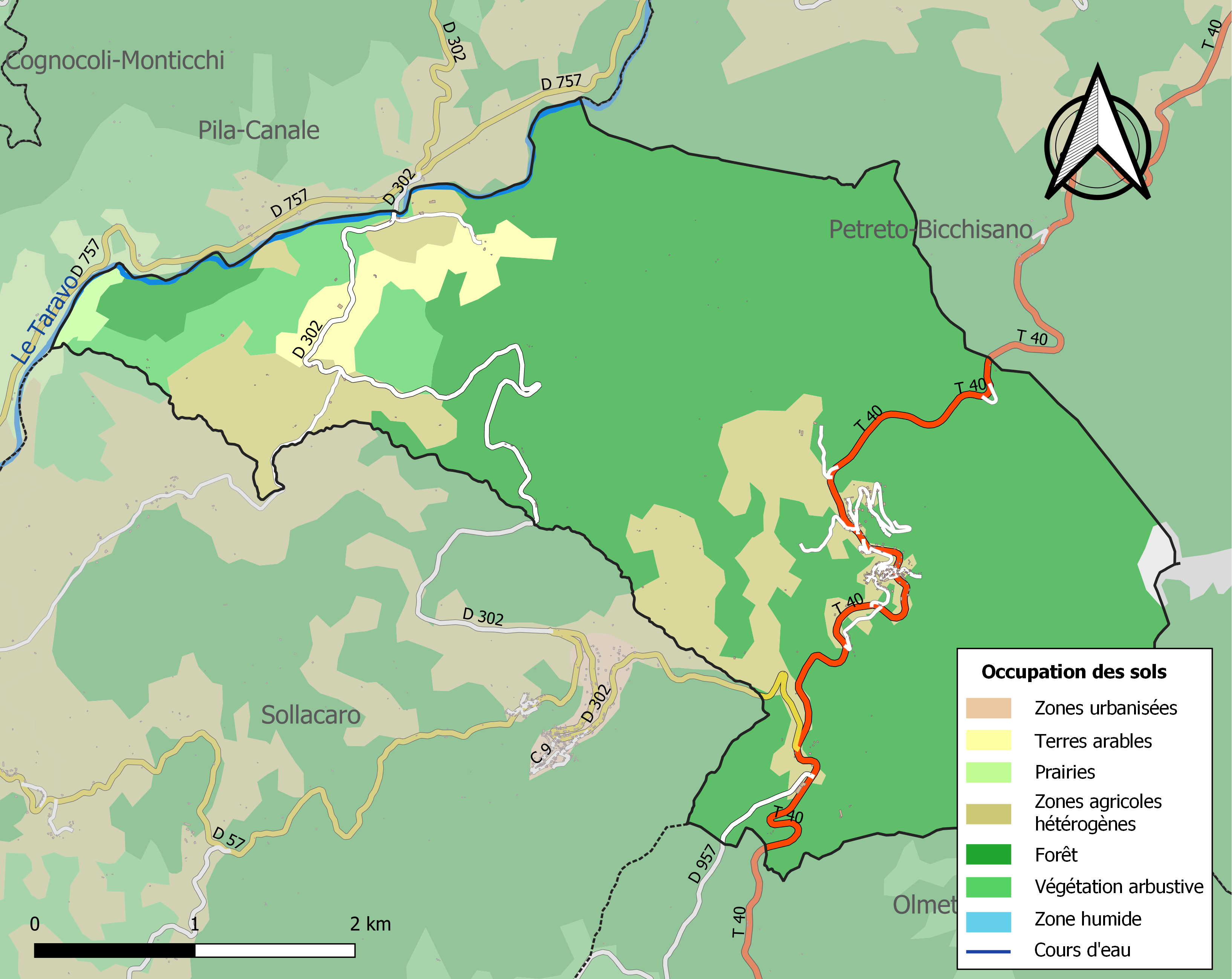
Carte des infrastructures et de l'occupation des sols de la commune en 2018 (CLC).

## Histoire
Au Moyen Âge, le village de Casalabriva dépendait de la seigneurie d’Istria et de la piève de Valle d’Istria. À l’époque moderne, elle formait l’une des douze communautés de la piève d’Istria qui deviendra en 1793 « canton du Taravo » puis « canton de Petreto-Bicchisano » à partir de 1828.
À la suite de la loi du 29 avril 1854, qui valide un échange de terre avec la commune d’Olmeto, les nouvelles limites de la commune sont fixées.
Après la libération de la Corse en 1943 du joug nazi et fasciste, puis celle de la France métropolitaine en mai 1945 et depuis les années 1950, une histoire romanesque circulait volontiers : le nom du village proviendrait de « Casa di l'abrei » qui signifierait en langue corse « la maison des juifs ».
Or, la linguistique historique apporte un éclairage scientifique tout autre et bien plus près du nom de la commune.

### Étymologie
« Casalabriva » donne une traduction étymologique directe signifiant « la maison en deçà du pont ». Le mot se décompose comme suit : Casa, du latin casa signifie  « cabane, chaumière, maison » ; puis, ala, du latin ad, souvent élidé en al, signifiant « la direction, le mouvement » ; enfin, le mot briva dont l'origine gauloise brio, est utilisée parfois en latin, signifie « pont » (Ex : en France les communes de Brive-la-Gaillarde ou Brives-Charensac). Le mot celte brio a donné l'anglais Bridge ; on retrouve ce même radical en langue slovène brv signifiant « passerelle » Toutes ces langues citées appartiennent au groupe des langues indo-européennes.
L'importance de la présence du fleuve Taravo traversant la commune permet d'attester cette étymologie par une réalité géographique. Cette toponymie celto-latine a été transmise à la langue corse.
Une autre étymologie donne à Casalabriva le sens de « la maison de l’Hébreu ».

## Politique et administration
| Période                                  | Période  | Identité           | Étiquette | Qualité                                           |
| ---------------------------------------- | -------- | ------------------ | --------- | ------------------------------------------------- |
| 1945                                     | 1965     | Tony Ogliastroni   |           | Conseiller général du Canton d'Olmeto (1945-1949) |
| 1965                                     | 1995     | Jean-Pierre Cesari |           |                                                   |
| 1995                                     | 2002     | Jean-Marc Nicolai  |           |                                                   |
| 2002                                     | 2003     | Antoine Olivesi    |           |                                                   |
| 2003                                     | En cours | Vincent Micheletti |           |                                                   |
| Les données manquantes sont à compléter. |          |                    |           |                                                   |

## Démographie
L'évolution du nombre d'habitants est connue à travers les recensements de la population effectués dans la commune depuis 1800. Pour les communes de moins de 10 000 habitants, une enquête de recensement portant sur toute la population est réalisée tous les cinq ans, les populations de référence des années intermédiaires étant quant à elles estimées par interpolation ou extrapolation. Pour la commune, le premier recensement exhaustif entrant dans le cadre du nouveau dispositif a été réalisé en 2006.

En 2022, la commune comptait 229 habitants, en évolution de +9,57 % par rapport à 2016 (Corse-du-Sud : +7,61 %, France hors Mayotte : +2,11 %).
| 1800 | 1806 | 1821 | 1831 | 1836 | 1841 | 1846 | 1851 | 1856 |
| ---- | ---- | ---- | ---- | ---- | ---- | ---- | ---- | ---- |
| 362  | 257  | 222  | 270  | 200  | 275  | 277  | 266  | 311  |

| 1861 | 1866 | 1872 | 1876 | 1881 | 1886 | 1891 | 1896 | 1901 |
| ---- | ---- | ---- | ---- | ---- | ---- | ---- | ---- | ---- |
| 329  | 382  | 381  | 380  | 428  | 442  | 449  | 422  | 461  |

| 1906 | 1911 | 1921 | 1926 | 1931 | 1936 | 1946 | 1954 | 1962 |
| ---- | ---- | ---- | ---- | ---- | ---- | ---- | ---- | ---- |
| 464  | 529  | 440  | 518  | 449  | 451  | 296  | 255  | 174  |

| 1968 | 1975 | 1982 | 1990 | 1999 | 2006 | 2011 | 2016 | 2021 |
| ---- | ---- | ---- | ---- | ---- | ---- | ---- | ---- | ---- |
| 162  | 139  | 136  | 150  | 181  | 187  | 180  | 209  | 224  |

| 2022 | - | - | - | - | - | - | - | - |
| ---- | - | - | - | - | - | - | - | - |
| 229  | - | - | - | - | - | - | - | - |

| 1856 | 311 |
| 1876 | 380 |
| 1891 | 449 |
| 1900 | 422 |
| 1911 | 529 |
| 1922 | 440 |
| 1946 | 296 |
| 1962 | 150 |
| 1968 | 162 |
| 1975 | 139 |
| 1982 | 136 |
| 1990 | 150 |
| 1999 | 181 |
| 2006 | 187 |
| 2007 | 179 |

## Lieux et monuments
- Église paroissiale Saint-Michel : Elle a été construite entre 1873 et 1883, en remplacement de l'église Saint-Antoine qui menaçait de s'effondrer. En 1931 d’importants travaux de restauration sont nécessaires, en raison de son mauvais état. Cette restauration aura lieu au cours du deuxième quart du XXe siècle. Le gros œuvre est fait de granite et moellon sans chaîne en pierre de taille. La couverture elle, est faite de tuile creuse.

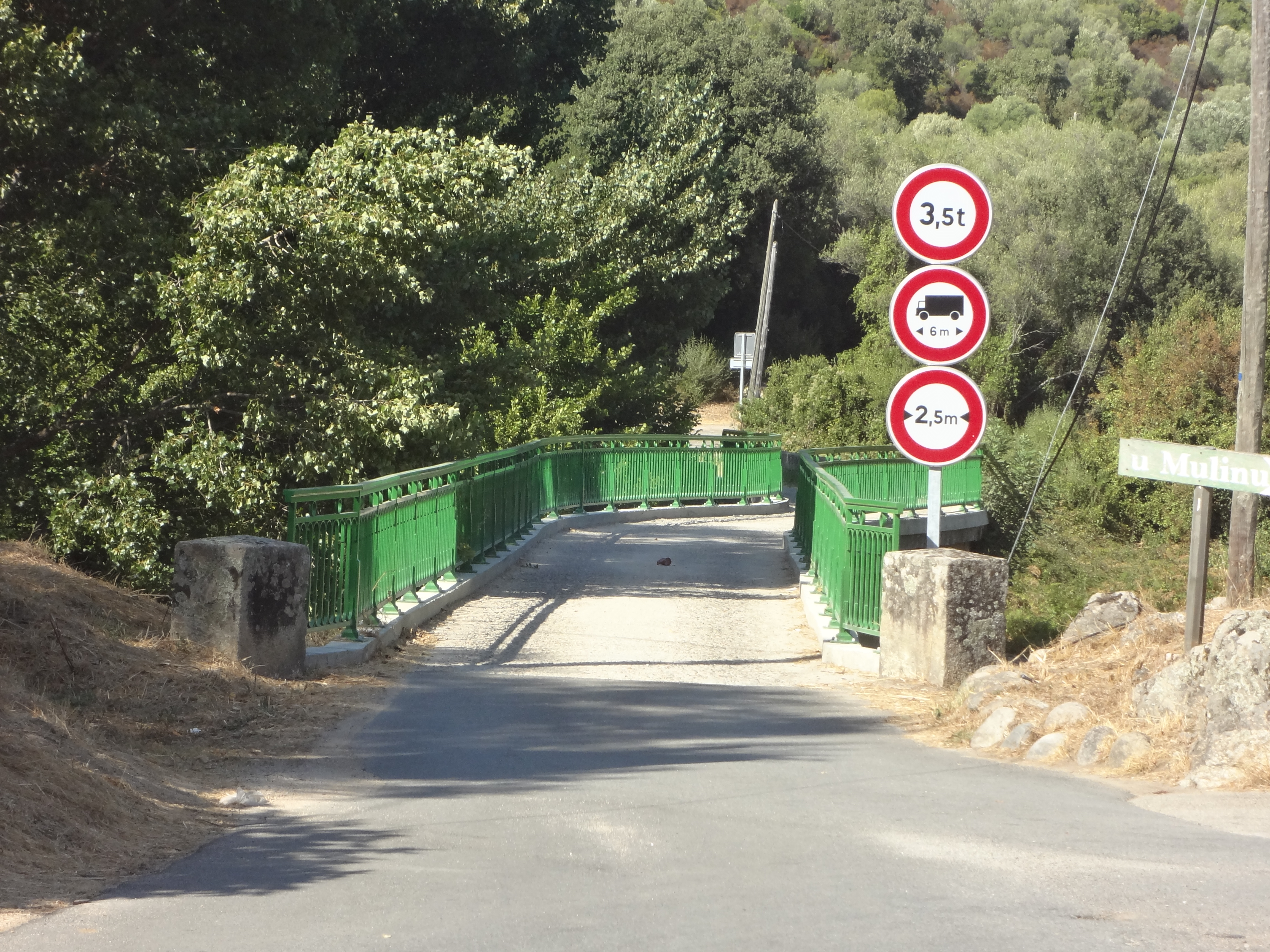

- Pont de Calzola(Pont tordu) : Pont sur le Taravo marquant la limite avec la commune de Pila-Canale. La particularité de ce pont, est qu’il présente deux virages semblant dus à un défaut d'alignement entre les arches d'extrémité.
- Monument aux morts : Le monument est situé en face de la fontaine au cœur du village.
- Fontaine (au cœur du village) : La fontaine qui se situe au cœur du village, date du mois d’août 1864.